# Eliécer Ellis (1971)
Eliécer Ellis (19 marzo 1971) è un ex cestista panamense.
È il figlio di Eliécer Ellis Carrasco.

## Carriera
Con Panama ha disputato i Campionati americani del 1993.